# Ignacio de Veintemilla
Mario Ignacio Francisco Tomás Antonio de Veintemilla y Villacís (Quito, Sur, Gran Colombia, 31 de julio de 1828 - Quito, Pichincha, República del Ecuador, 19 de julio de 1908) fue un militar y político ecuatoriano que ejerció como presidente del Ecuador.

## Biografía
Hijo de Ignacio de Veintemilla Espinosa, abogado y secretario de la Universidad Central y de Josefa Villacís, hija ilegítima de José Javier de Ascázubi y Matheu, prócer del 10 de agosto de 1809.
Fue bautizado en Quito con los nombres de Mario Ignacio Francisco Tomás Antonio. En 1835 fue al Colegio Vicente León de Latacunga. Posteriormente asistió una corta temporada al colegio San Fernando de Quito.

### Carrera militar

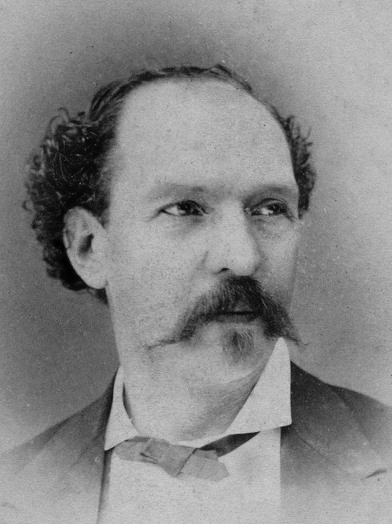
Ignacio de Veintemilla (c. 1880).

En 1845, fue subteniente en el gobierno del presidente Vicente Ramón Roca. En 1849, ascendió a teniente; en 1854 fue Capitán y combatió al gobierno del presidente Diego Noboa. Por entonces contrajo matrimonio con Yolanda Tinajero Llona, la cual falleció al igual que sus hijos en pocos años.
Entre 1857 y 1858 fue guardaespalda de su tío político: el senador Gabriel García Moreno, esposo de su tía Rosa Ascázubi y Matheu.
En 1860, figuró en la Batalla de Guayaquil. El 24 de septiembre comandó el Primer Regimiento en el paso del estero Salado y tras la toma de Guayaquil fue ascendido a Coronel y le concedieron la Medalla al Arrojo Asombroso que dispuso el Congreso.
En 1863, fue comandante del Regimiento de Lanceros y poco después ascendió a primer jefe de la Artillería de Quito. Había formado la empresa llamada “Veintemilla y Co.”, que en octubre recibió la concesión del gobierno para construir un astillero en gran escala en Guayaquil, pero el proyecto no se pudo llevar a cabo por falta de capital.
En 1866 ocupó el Ministerio de Guerra y Marina con el presidente Jerónimo Carrión. A principios del 67 lo encargó al general Julio Sáenz y se trasladó a la costa, levantando importantes fortificaciones en Santa Elena, Sono, y Sagal. En la entrada del puerto de Guayaquil, en la Planchada, las Cruces y Saraguro colocó varias líneas de torpedos, pues la Armada española del Almirante Casto Méndez Núñez merodeaba por el Pacífico, amenazando con bombardear varios puertos. Ese año fue ascendido a general de brigada y mandó una escolta al Congreso Nacional con el fin de acallar las protestas de los legisladores.
En marzo de 1869, se produjo en Guayaquil la fallida revolución de su hermano José de Veintemilla contra el gobierno de facto de Gabriel García Moreno, que fue asesinado y desde entonces la custodia de su sobrina Marietta de Veintemilla de solo 11 años pasó a ser su responsabilidad. Gabriel García Moreno dispuso la prisión de numerosas personas en Guayaquil y Quito. A Ignacio de Veintemilla, que se hallaba en una pequeña propiedad agrícola en Pomasqui, le tomaron por sorpresa y llevaron a Quito apresado, fue desterrado por las selvas de Mindo y Esmeraldas, bajo fianza que fijó en 10 000 pesos.
En 1876 después de regresar al Ecuador, fue reincorporado al ejército y aprovechando de su amistad con Ramón Borrero, hermano del nuevo presidente, Antonio Borrero, logró que lo destinaran a la Comandancia General de la plaza de Guayaquil, en reemplazo de Teodoro Gómez de la Torre.
En el puerto principal develó una conspiración del general Secundino Darquea y de los Jefes 1.º y 2.º del Cuartel de Artillería, a quienes desterró a Lima. El presidente Borrero creyó que se trataba de una retaliación, pues Darquea había sido tildado de autor intelectual en el asesinato de José de Veintemilla y airadamente le mandó a decir a su comandante general que el gobierno no estaba dispuesto a vengar agravios ajenos.
Veintemilla se indignó y desde entonces comenzó a conspirar con los jóvenes liberales Miguel Valverde, Marco Alfaro y Nicolás Infante Díaz, que se sentían frustrados porque Borrero no derogaba la Constitución Garciana o Carta Negra.
El 8 de septiembre de 1876, estalló la revolución. Veintemilla estaba encerrado en el cuartel con los batallones y la caballería. El Concejo Cantonal de Guayaquil presidido por José Vélez e integrado por Gabriel Murillo, Eduardo Wright Rico, Homero Morla, Luis Felipe Carbo, etc. en la Sala de Sesiones resolvió proclamar a Veintemilla, Jefe Supremo y General en Jefe de los Ejércitos hasta que se convocara a una nueva asamblea constituyente.

## Jefatura Suprema

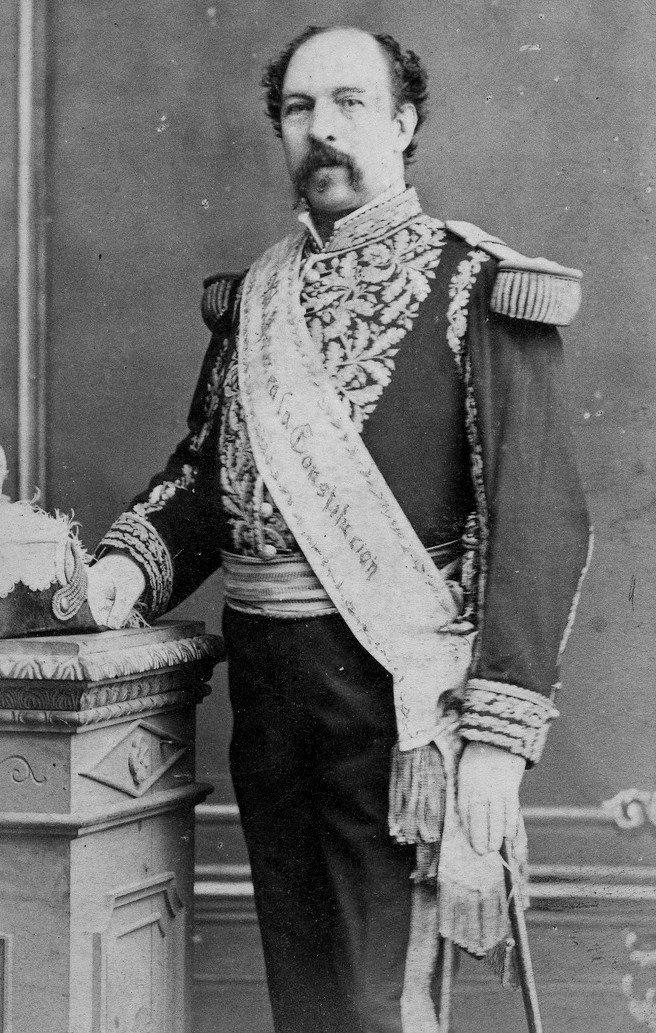
Fotografía oficial del presidente, Gral. Ignacio de Veintimilla (c. 1885).

Entre septiembre y diciembre del mismo año, adquirió material bélico muy moderno de Estados Unidos, los afamados rifles de repetición Remington, antes no conocidos en Ecuador. Con el general José María Urbina y Viteri, comenzó el avance a la Sierra. Veintemilla tomó con pocas fuerzas hacia Guaranda, que desocupó el general Julio Sáenz dejando una corta guarnición; Urbina avanzó con 2.000 hombres por Alausi, amagando sobre Riobamba.
El 14 de diciembre de 1876, se encontraron ambos ejércitos. Veintemilla triunfó fácilmente en la loma de los Molinos, mientras Urbina batía en la quebrada de Galte al ejército de Sáenz. Hubo casi 1000 muertos. El 26 de diciembre de 1876, Veintemilla asumió el poder político en la capital (Quito) como dictador.

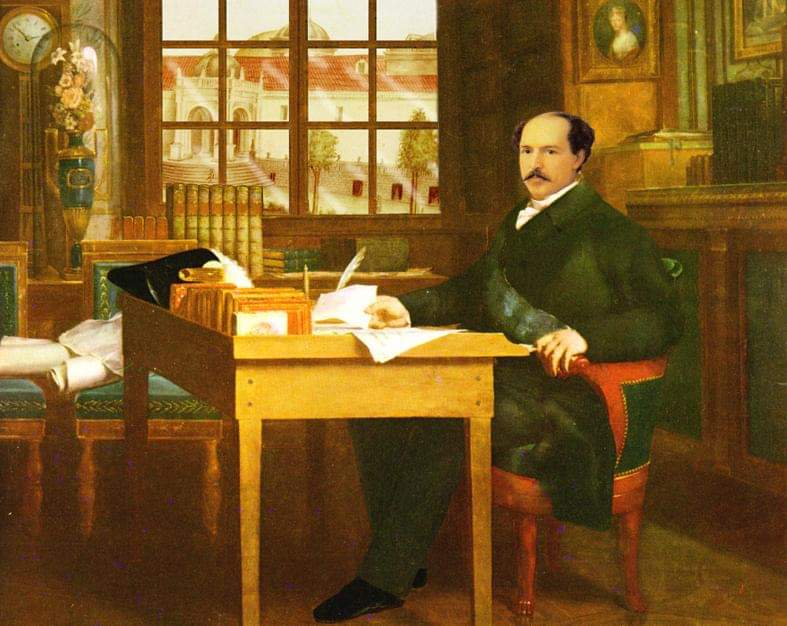
Retrato de Ignacio de Veintimilla en el Palacio de Carondelet, hacia 1878.

El disgusto, la indignación y el dolor ocupaban los ánimos de los conservadores, y las tentativas de reacción comenzaron; pero todas fueron no solo inútiles. Un oficial del ejército se comprometió con varios conservadores a voltear un cuerpo de tropas contra el dictador; pero tomó el dinero que para el efecto se le ofreciera, y luego los delató. Muchos de ellos fueron apresados y se les aseguró con grillos. Juzgándoles un consejo de guerra, y fueron desterrados. Entre la lista de los desterrados; contábanse entre ellos los doctores Rafael Carvajal y José María Peñaherrera, el coronel Agustín Guerrero Lizarzaburu.
Los bienes de muchos de ellos fueron confiscados y sus familias reducidas a los últimos extremos de la pobreza. Para librarlas de tal situación y de las guardias que se les ponían en las casas, padres y esposos escondidos tuvieron que solicitar pasaporte para país extraño. Veintemilla, además, les exigió fianza. De esta manera dejaron el techo propio el doctor Camilo Ponce Ortiz y otros.

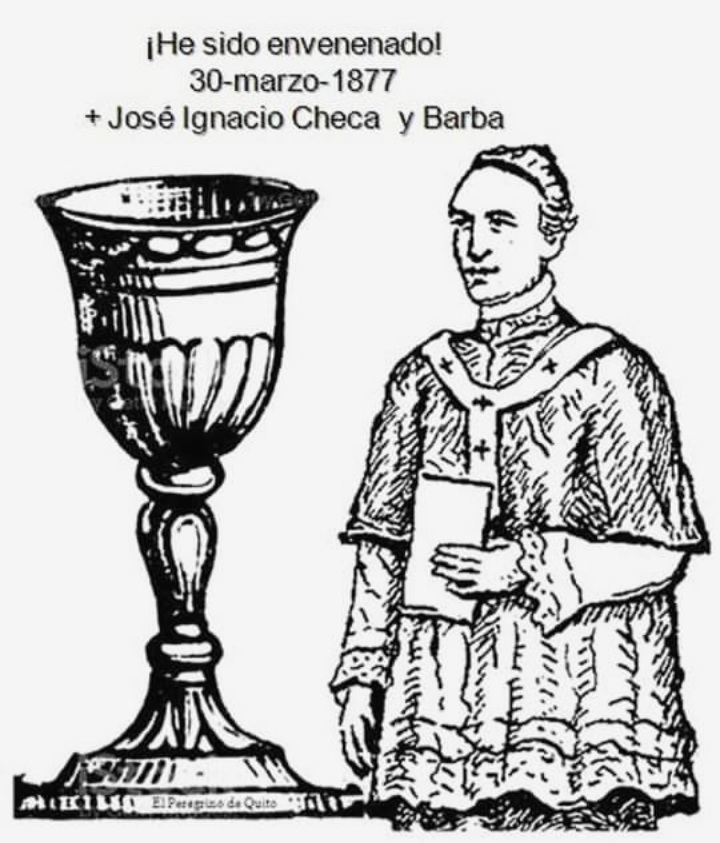
Dibujo ilustrado del arzobispo de Quito, José Ignacio Checa y Barba.

Un decreto suspendió el concordato firmado por el presidente Gabriel García Moreno y se puso en vigor el patronato regio. Los obispos contrarios al patronato fueron encarcelados y desterrados. Otros miembros del clero como Arsenio Andrade se escondieron. Durante este mismo período de tiempo, y de una manera bastante escandalosa el arzobispo de Quito, José Ignacio Checa y Barba sería envenenado en plena misa de Viernes Santo de 1877, recayendo las primeras sospechas en el propio Veintemilla.
El general Manuel Santiago Yépes lideró un levantamiento popular contra el régimen dictatorial de Veintemilla desde la provincia de Imbabura llegando a Quito, a poco fue derrotado por las fuerzas dictatoriales dirigidas por general Cornelio Vernaza. So pretexto de buscar a los sublevados las tropas dictatoriales metíanse en las casas, y no solo asesinaban a los vencidos que en ellas se habían refugiado, sino mujeres, viejos y hasta niños. El general José María Urbina llegado a Quito castigo a los conservadores y a las comunidades religiosas católicas mediante una exorbitante contribución económica.

## Presidencia Constitucional del Ecuador

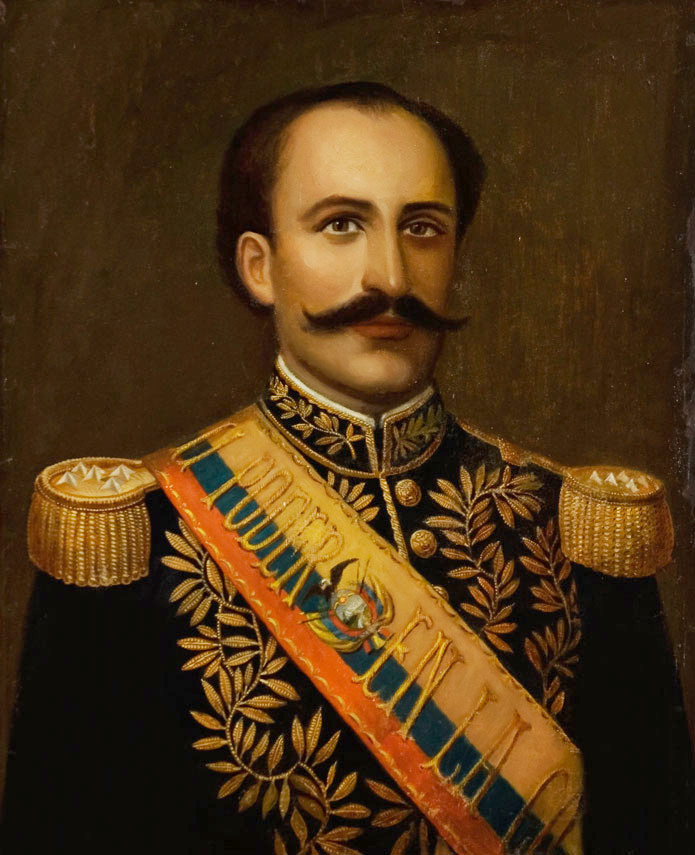
Retrato coloreado del presidente, Gral. Ignacio de Veintimilla (c. 1879).

En 1878, pacificada la república, se reunió la asamblea constituyente en Ambato y fue elegido Presidente Constitucional por cuatro años, dictándose una nueva constitución política.
El estado a que habían venido los negocios eclesiásticos con la suspensión del concordato, la persecución al clero y lo acéfalo de algunas diócesis, hacía necesaria, la presencia de un delegado apostólico en el Ecuador. Con este elevado carácter vino, en efecto, monseñor Mario Mocermi. El delegado obró ciertamente ante el Gobierno de Veintemilla de manera que la Iglesia ecuatoriana pudo alcanzar algún sosiego y bienestar relativos. Los sacerdotes desterrados volvieron a la patria y los escondidos pudieron mostrarse en público.
Entre las principales obras públicas del régimen se cuenta la construcción de la vía del ferrocarril hasta el puente de Chimbo, la construcción del Teatro Nacional Sucre, el restablecimiento de la Universidad Central del Ecuador.
El 4 de septiembre de 1878 es asesinado Vicente Piedrahíta en su hacienda La Palestina, recayendo las sospechas en el propio Ignacio de Veintemilla. En lo cultural los trabajos de los sabios Teodoro Wolf y Luis Sodiro en Geografía y Botánica, progresaron enormemente. Las publicaciones del escritor Juan Montalvo, sobre todo El Regenerador, causaron expectación.
En 1879 la Guerra del Pacífico entre Chile, Perú y Bolivia provocó una emigración acogida en parte en Guayaquil, mientras que en Quito se manifestaba una fuerte adhesión a la causa chilena. El gobierno chileno envió un plenipotenciario, quien consiguió que se proclamase una estricta neutralidad en el conflicto.

## Segunda Jefatura Suprema y caída
Entre 1880 y el 81 se produjo un boom del cacao, lo que trajo gran afluencia económica al gobierno. A principios del 82 Veintemilla viajó a Guayaquil a preparar la dictadura. Su sobrina Marietta de Veintemilla, que para entonces ya había enviudado de Antonio de Lapierre Cucalón, quedó en el Palacio de Carondelet ejerciendo como primera dama. Marietta asumió el mando del ejército en Quito y los miembros del Concejo Cantonal y empleados públicos proclamaron la dictadura de su tío, que obtuvo algún respaldo en los pueblos, pero en junio se insurreccionó Esmeraldas con Eloy Alfaro que llegó de Panamá y comenzaron las guerrillas a sembrar la intranquilidad en el litoral. Ese año 82 hubo una feroz sequía en todo el país lo que agravó la situación y el descontento.

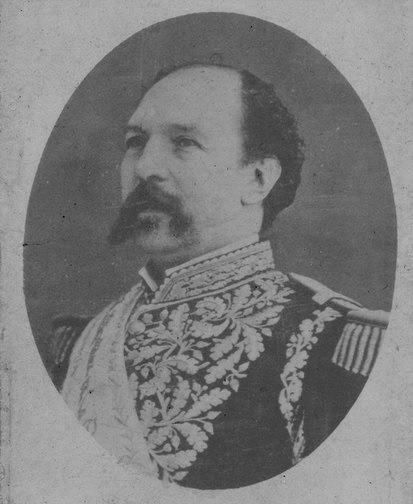
Fotografía oficial del presidente, Gral. Ignacio de Veintimilla (c. 1905).

En julio se pronunció Manuel Serrano Renda en Machala y poco después Víctor Proaño en Ambato, generalizándose el desorden en el resto de la República. Ezequiel Landázuri amenazó Quito por el norte pero fue derrotado. Tungurahua se volvió a alzar con José María Sarasti y desde Lima llegó Francisco Javier Salazar, que se sumó a los alzados en Macará, Zaruma, Loja, Cuenca, Azogues, Riobamba y Ambato. Luis Vargas Torres avanzó sobre Esmeraldas, Eloy Alfaro sobre Manabí, José Plácido Caamaño sobre Machala.
Las fuerzas combinadas de Sarasti, Salazar y Pedro Ignacio Lizarzaburu que dominó el Chimborazo, pusieron cerco a Quito y tras dura resistencia armada la tomaron el 10 de enero de 1883. Los Restauradores formaron un Pentavirato y enviaron tropas a la costa mientras Alfaro, que comandaba a los Regeneradores, sitiaba Guayaquil. Los combates se generalizaron durante los meses de invierno sin llegar a situaciones mayores, pero el 9 de julio de 1883 un movimiento envolvente de ambos ejércitos hizo que cayera Guayaquil. Veintemilla, tras depositar sus vales por sueldos que sumaban 120.000 pesos, tomó dicha cantidad de dos bancos y se alejó a bordo del vapor Huacho con rumbo a Lima.

## Vida pospresidencial
Se exilió en Lima y en Santiago de Chile mientras el Supremo Gobierno Provisorio lo acusaba en Quito de crímenes y disponía su enjuiciamiento penal. La causa terminó con una sentencia que nunca llegó a ejecutarse; se lo condenó como autor del robo con fuerza y violencia a los bancos de la Unión y del Ecuador y culpable de abuso de autoridad y malversación de fondos públicos.
En 1895 intentó regresar al Ecuador como Jefe Supremo en una fallida revolución liderada por Marietta de Veintemilla, pero Eloy Alfaro derrotó esta pretensión. En 1900 el Congreso Ecuatoriano lo reinscribió como General en el escalafón militar, para que gozara de sueldo.
Desde 1904 su sobrina vivía en Quito. El gobierno ecuatoriano le había devuelto la casa familiar inconclusa de la calle Benalcázar y la finca Tajanar cerca de Pomasqui, pero ella falleció repentinamente de fiebre perniciosa (malaria cerebral) el 11 de marzo de 1907, decidiendo Veintemilla regresar a Ecuador y arribando el jueves 18 de abril del mismo año. Murió en Quito, el domingo 19 de julio de 1908 de hidropesía, pero los médicos diagnosticaron «gangrena senil».

## Sucesión
| Predecesor: Antonio Borrero | Presidente de la República del Ecuador 26 de diciembre de 1876 - 09 de julio de 1883 | Sucesor: Supremo Gobierno Provisional (de facto) |